# Gelbband-Langhornmotte
Die Gelbband-Langhornmotte (Nemophora degeerella) ist eine in Mitteleuropa weit verbreitete Art der Langhornmotten (Adelidae). Sie ist im Deutschen auch als De Geers Langhornfalter bekannt. Die Fühler der Männchen überragen die Flügel um ein Vielfaches. Sie werden im Frühsommer in Wäldern beobachtet.

## Merkmale
Imagines erreichen eine Größe von 16–23 Millimetern. Auffälligstes Merkmal ist neben den langen Fühlern ein goldgelber Streifen auf den Flügeldecken.

## Verbreitung
Die Verbreitung erstreckt sich von Westeuropa bis zum Westen Russlands. Einen Schwerpunkt der Verbreitung zeigt die Art entlang der Küsten von Nord- und Ostsee.

## Lebensweise

### Habitate und ökologische Lebensraumbindung
Bereits im Frühjahr lassen sich tanzende Männchen in laubholzreichen Habitaten beobachten. Die meisten Beobachtungen liegen im Frühsommer.

### Ernährung
Die Art wird häufig an krautigen Pflanzen wie Brennnesseln beobachtet. Die Larven minieren in den Blättern und entwickeln sich später in einem Kokon aus Pflanzenresten am Boden. Neuere Untersuchung weisen auf eine detritophage Ernährung der Raupen hin.

## Systematik

### Kryptospezies
Eine Aufspaltung der Art nach Untersuchung von DNA und morphologischen Merkmalen wird diskutiert.

### Synonyme
- Phalaena degeerella Linnaeus, 1758

### Unterarten
- Nemophora degeerella f. ogasawarai Matsumura, 1932
- Nemophora degeerella var. amurensis Hoffmann, 1893

## Bedrohung und Schutz
Es liegt keine Information zu Gefährdung und Schutz vor.